# Alfred Gerstenbrand
Alfred Gerstenbrand (* 18. Februar 1881 in Wien, Österreich-Ungarn; † 7. Jänner 1977 in Melk, Niederösterreich) war ein österreichischer Maler, Graphiker, Illustrator, Schriftsteller und Karikaturist.

## Leben
Alfred Gerstenbrand studierte an der Wiener Kunstgewerbeschule bei Felician Myrbach, Kolo Moser und Josef Hoffmann, ergriff aber aus Zweifel an der eigenen Begabung den Brotberuf eines Beamten im Finanzministerium, den er bis zur Pensionierung ausübte. Bei der Kunstschau 1908 fielen seine Karikaturen bzw. ironischen Porträts von Gustav Klimt und Sigmund Freud auf. Im Ersten Weltkrieg wurde er verwundet und war daraufhin zeitlebens auf einen Gehstock angewiesen. 1918 fand er Aufnahme in die Secession, deren Vizepräsident er nach geraumer Zeit wurde. Gerstenbrand hielt Kontakt zur Zinkenbacher Malerkolonie und befreundete sich mit den Familien Frisch, Gerngross, Heller, Herz-Kestranek und Wiesenthal, die im Salzkammergut Urlaub machten, später auch mit dem österreichischen Außenminister Gruber. In der Zeit des Nationalsozialismus war er 1941, 1943 und 1944 auf der Großen Deutschen Kunstausstellung in München mit vier Bildern vertreten und für das NS-Regime als Ausstellungskurator tätig, knüpfte aber letztlich Kontakt zum Widerstand. Er war Mitarbeiter der satirischen Zeitschrift Muskete.

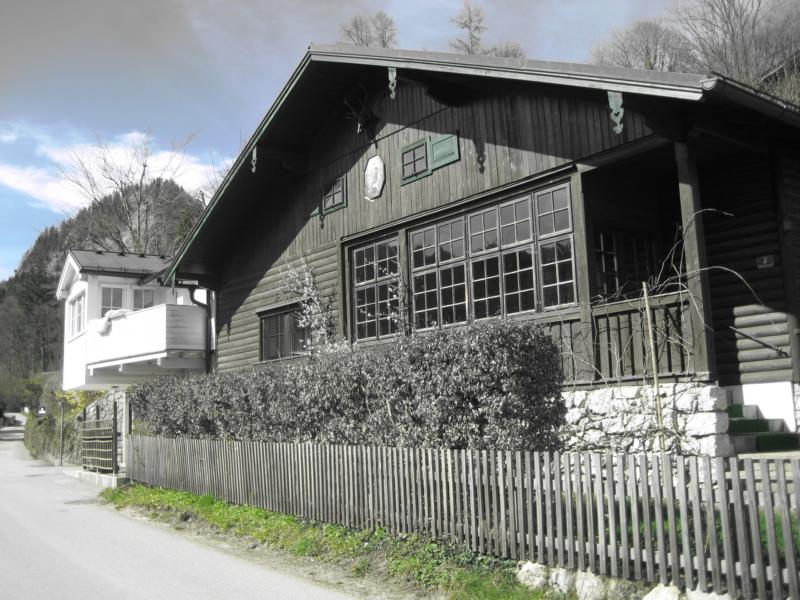
Gerstenbrands Haus in St. Gilgen, das seinerzeit John Quincy Adams für sich als Fertigteilhaus aus Schweden hatte importieren lassen.

Zu Kriegsende soll Gerstenbrand seine Wahlheimat Sankt Gilgen am Wolfgangsee vor einem bevorstehenden Angriff durch US-Truppen bewahrt und eine friedliche Übergabe des Ortes vermittelt haben. Nach dem Zweiten Weltkrieg hielt er sich meist in St. Gilgen auf, wo er anfangs, ähnlich wie andere „Wirtshausmaler“ in jener Zeit, im Gegenzug für die wochenlange Verköstigung im Restaurant „Zum goldenen Ochs“ Wandmalereien herstellte, so im Speisesaal des ersten Stocks und im „Mozartstüberl“. In diesen Werken porträtierte er auch Bürger von St. Gilgen und berühmte Urlaubsgäste des Orts, wie Clark Gable, die Dietrich und Susi Nicoletti.
Wegen seiner auffälligen Gangart wurde er von Teilen der Bevölkerung gehänselt („Prof. Zwickarsch“), andere nannten ihn liebevoll den „Gerstl“. Da er kinderlos blieb vermachte er sein Haus in St. Gilgen seiner langjährigen Bedienerin und ließ sich am dortigen Ortsfriedhof bestatten.
In den letzten Jahren nimmt das Interesse an seinem Werk und seiner Person wieder zu.
Schon 1934 hatte Gerstenbrand die Medaille der Stadt Budapest und 1935 den Professortitel erhalten, und 1951 war er zudem vom Künstlerhaus in Wien mit dem Goldenen Lorbeer ausgezeichnet worden.

## Literarische Werke
Eigene  und fremde von ihm illustrierte Publikationen:
- Die Leut' vom 22er Haus. Nach Jugend-Erinnerungen gezeichnet, erzählt und beschrieben, 1922.
- Die Lamplgasse. Heiteres Kunterbunt aus d. Wiener Vorstadt, 1921.
- Tennis – einmal anders! Verse, 1937.
- Verlobung in Wyoming. Ein Tagebuch, 1948.
- Soldaten, Künstler, Leut' und Herrschaften. Erinnerungen zweier Alt-Österreicher, 1961. Text Mirko Jelusich.
- Weinschenker und Weinbeschenkte. Lobspruch des Wiener Heurigen, 1962.
- Geschichten um das Wiener Künstlerhaus. Das Haus und die Feste, die Hausherren, die Gäste, 1965. Text Mirko Jelusich.